# Music & Me (album Nate Dogga)
Music & Me – drugi studyjny album amerykańskiego piosenkarza, rapera Nate Dogga. Został wydany w 2001 roku. Pierwszym i jedynym singlem był utwór I Got Love.
Album odniósł sukces, ponieważ na albumie wystąpili tacy artyści jak Dr. Dre, Xzibit, Kurupt, Fabolous, Ludacris, Pharoahe Monch, Snoop Dogg, grupa muzyczna – Tha Eastsidaz, Jermaine Dupri, B.R.E.T.T., i Lil' Mo. Odnosząc się do SoundScan, sprzedano 400.000 egzemplarzy.

## Lista utworów
| Nr | Tytuł                                               | Producenci                         | Goście                             |
| -- | --------------------------------------------------- | ---------------------------------- | ---------------------------------- |
| 1  | "I Got Love"                                        | Bink!                              |                                    |
| 2  | "Backdoor"                                          | Bink!                              |                                    |
| 3  | "Keep It G.A.N.G.S.T.A."                            | Megahertz                          | Lil Mo & Xzibit                    |
| 4  | "I Pledge Allegiance (Intro)"                       | Mel-Man                            |                                    |
| 5  | "I Pledge Allegiance"                               | Mel-Man                            | Pharoahe Monch                     |
| 6  | "Your Woman Has Just Been Sighted (Ring the Alarm)" | Bryan Michael-Cox & Jermaine Dupri | Jermaine Dupri                     |
| 7  | "Your Wife"                                         | Dr. Dre                            | Dr. Dre                            |
| 8  | "Can't Nobody"                                      | Megahertz                          | Kurupt                             |
| 9  | "Another Short Story"                               | Mike City                          |                                    |
| 10 | "Concrete Streets"                                  | Battlecat                          |                                    |
| 11 | "Real Pimp"                                         | Bink!                              | Ludacris                           |
| 12 | "Ditty Dum Ditty Doo"                               | Fredwreck                          | Snoop Dogg, Goldie Loc & Tray Deee |
| 13 | "Music & Me"                                        | Damizza                            |                                    |
| 14 | "I Got Love (Remix)"                                | Bink!                              | Fabolous, Kurupt & B.R.E.T.T.      |

## Notowania

### Notowania albumu
| Rok  | Album      | Notowania     | Notowania              |
| Rok  | Album      | Billboard 200 | Top R&B/Hip Hop Albums |
| 2001 | Music & Me | #32           | #3                     |

### Notowania singli
| Rok  | Tytuł        | 'Notowania        | 'Notowania            | 'Notowania     | 'Notowania             |
| Rok  | Tytuł        | Billboard Hot 100 | Hot R&B/Hip-Hop Songs | Hot Rap Tracks | Rhythmic Airplay Chart |
| 2001 | "I Got Love" | #48               | #45                   | -              | #33                    |